# Får jag lov – till den sista dansen?
Får jag lov – till den sista dansen? är en svensk dokumentärfilm om dansband och dansbandsmusik, som hade biopremiär i Sverige den 22 februari 2008. Den 16 juli 2008 släpptes filmen till DVD  och den 26 augusti 2008 sändes den i SVT 1.
I filmen, som hade smygpremär på Göteborgs filmfestival den 27 januari 2008, skildrar Joakim Jalin dansbandsmusikens så kallade "guldålder" under 1970-talet. Dessutom undersöks vad som "hände sen".
Joakim Jalin var själv tidigare dansbandstrummis i ett dansband han startade som 14-åring. Mot mitten av 1970-talet nådde dansbandskulturen sin absoluta topp. Därefter försvann nästan 5 000 dansband på bara några år, och kvar blev några hundra. Discomusik och diskotek tog över.

## Medverkande dansband
- Flamingokvintetten
- Bengt Hennings
- Bert Bennys
- Chiquita

### Fotnoter
1. ↑  ”Får jag lov - till den sista dansen?”. Svensk filmdatabas. 22 februari 2008. http://www.sfi.se/sv/svensk-filmdatabas/Item/?itemid=62127&type=MOVIE&iv=Basic. Läst 23 september 2016.
2. 1 2  ”Får jag lov - till den sista dansen”. Svensk filmdatabas. 27 januari 2008. http://www.sfi.se/sv/svensk-filmdatabas/Item/?itemid=62127&type=MOVIE&iv=Shows. Läst 23 september 2016.
3. ↑  ”Får jag lov : till den sista dansen”. Svensk mediedatabas. 27 februari 2008. http://smdb.kb.se/catalog/id/002316566. Läst 23 september 2016.
4. ↑  ”Får jag lov - till den sista dansen”. Svensk mediedatabas. 27 februari 2008. http://smdb.kb.se/catalog/id/002385316. Läst 23 september 2016.